# Municipio de Tangamandapio
El municipio de Tangamandapio es un municipio ubicado al noroeste del estado de Michoacán en México. Su cabecera es Santiago Tangamandapio.

## Escudo
|  | El escudo Santiago Tangamandapio está blasonado así: Diseñado en la forma gótico-española, destaca en el centro un campo de gules simbolizando la unidad, el prestigio, el amor, el esfuerzo, la defensa de la tierra, la heroicidad y el trabajo; como corazón de ese campo resalta la figura natural de un robusto tronco de ahuehuete cortado y enhiesto, el cual hace referencia al significado etimológico del municipio: ‘tronco cortado que permanece enhiesto’. El escudo muestra en su flanco izquierdo y derecho, dos por cada flanco, las figuras tradicionales de las trojes purépechas, que notifican la existencia de los antiguos barrios de la villa. Presenta una bordura azul que expresa la abundancia de sus ancestrales ojos de agua. Circundan su bordura doce vírgulas ascendentes de oro. El timbre del escudo, en la parte superior, presume el jeroglífico de la raza tamazulteca, ya que Tamazula y su región trajo el cacique a los defensores de las fronteras de su reino. El jeroglífico muestra la figura de un sapo debido a que en náhuatl, al sapo se le llama tamazulli, tamazullan o tamazollan. En su lado derecho e izquierdo el escudo tiene tres cañas de otate por lado, que significan los instrumentos de lucha para la custodia del territorio. El grito o divisa lo forman las palabras latinas Semper ad excelsum ‘siempre hacia lo alto’. El autor intelectual del escudo fue Francisco Elizalde García y quien lo pintó fue Héctor Duarte Sánchez. |

## Etimología
El nombre del municipio proviene de la unión de las palabras purépechas tamanda y angatapu que habitualmente son traducidas como 'tronco seco que permanece de pie en el agua'; esto probablemente por algún árbol del tipo ahuehuete o sabino que permaneció erguido durante algún tiempo en lo que ahora es el «ojo de agua». Este fabuloso manantial sigue surtiendo la mayor cantidad de agua al pueblo de Santiago Tangamandapio.

## Clima
El relieve es accidentado y el clima es Cwa de acuerdo a la clasificación climática de Köppen: lluvioso de junio a septiembre u octubre, y el resto del tiempo es seco. El invierno es relativamente frío solo durante los meses de noviembre a enero.

## Población
El municipio presenta 31 716 habitantes en 2020, de los cuales el 31% se declaró como indígena.[cita requerida] El grupo étnico indígena que prevalece es el purépecha, y su idioma es hablado especialmente en las comunidades de Tarecuato, La Cantera, Las Encinillas, El Paso del Molino y Los Laureles.

### Localidades
En el censo de 2020 el municipio de Tangamandapio contaba con 25 localidades.
| Código INEGI    | Localidad              | Población (2020) |
| --------------- | ---------------------- | ---------------- |
| 160840001       | Santiago Tangamandapio | 11 086           |
| 160840020       | Tarecuato              | 10 448           |
| 160840004       | La Cantera             | 5 113            |
| 160840023       | Los Hucuares           | 1 044            |
| 160840021       | Telonzo                | 972              |
| 160840007       | Churintzio             | 911              |
| 160840018       | Querénguaro            | 441              |
| 160840006       | El Cerezo              | 351              |
| 160840016       | Paso del Molino        | 315              |
| 160840002       | Los Baldíos            | 263              |
| 160840019       | El Saucillo            | 204              |
| 160840041       | Huarachanillo de Abajo | 200              |
| 160840008       | Las Encinillas         | 128              |
| 160840014       | El Nopalito            | 75               |
| 160840009       | El Guayabo             | 64               |
| 160840040       | La Trasquila           | 17               |
| 160840003       | La Bolsa               | 14               |
| 160840043       | El Terrero             | 9                |
| 160840044       | Los Establos           | 7                |
| 160840029       | Hermanos Rivera        | 6                |
| 160840015       | La Palma               | 5                |
| 160840028       | El Mirador             | 5                |
| 160840039       | Puerto de Lucas        | 4                |
| 160840033       | Cenáculo de María      | 1                |
| Total municipal | Total municipal        | 31 716           |

## Economía
La mayoría de las personas se dedican al comercio. Existe una variada producción agrícola y ganadera. Tiene avicultura y apicultura doméstica. Actualmente, cuenta con varias industrias textileras que fabrican suéteres, pantalones deportivos y playeras. También cuenta con una industria que produce productos para el hogar, como colchas, burros de planchar, sillas, mesas, etc.

## Educación
El nivel máximo educativo es la preparatoria, contando con el Colegio de Bachilleres del Estado de Michoacán (COBAEM). Uno en Santiago Tangamandapio y otro en la comunidad de Tarecuato.
Santiago Tangamandapio cuenta con una escuela primaria y secundaria particular, el Colegio Victoria. Escuelas primarias públicas como Escuela Presidente Lázaro Cárdenas, Escuela Justo Sierra; Escuela Secundaria Federal Profesor Moisés Sáenz aunque cuenta con la escuela El Niño Cuervo de Tangamandapio.

## Comunidades
Las principales poblaciones son Santiago Tangamandapio (9710 hab.), Tarecuato (7939 hab.), La Cantera (3449 hab.), Querenguaro (503 hab.) El Saucillo (331 hab.), Los Hucuares (1558 hab.), Los Laureles (1000 hab.), El Cerezo (287 hab.), Telonso (813 hab.), El Guayabo (106 hab.), Churintzio (739 hab.), El Nopalito (60 hab.), Las Encinillas (107 hab.), La Bolsa o Rancho de Lourdes (6 hab.), Paso del Molino (212 hab.), Los Baldíos (233 hab.) y Nuevo Sauz de Guzmán (135 hab.).[cita requerida]

## Festividades
La fiesta de la cabecera municipal, Santiago Tangamandapio se celebra el 25 de julio, día de San Santiago (el patrón del municipio). Sin embargo, las fiestas de la Virgen de Guadalupe, del 1 al 12 de diciembre, son también importantes ya que se organizan peregrinaciones que parten de las comunidades cercanas al pueblo, así como de los diversos barrios, hacia la iglesia principal del Patrón Santiago. Otra festividad destacada es que celebrada el 24 de diciembre: en varios puntos de Santiago Tangamandapio se preparan las conocidas «cabañas» en las que se representan pasajes bíblicos relacionados con la vida de Jesucristo, las cuales destacan por su variedad e ingenio de la gente. Antes de la media noche recorre un carro alegórico todas las cabañas. Este carro lleva el Niño Dios en lo alto, seguido de los peregrinos y de varias pastorelas, y terminan su recorrido en la iglesia donde se celebra la Misa de Gallo a la media noche. La Semana Santa también destaca por su originalidad, pues se hace el «vía crucis»: sale desde la iglesia del pueblo y culmina en el Barrio de Jerusalén el Viernes Santo. Por la noche destaca la «Procesión del Silencio» en la cual los fieles cargan las cruces de los crucificados de regreso hacia la iglesia.